# ألكسندر بالدين
ألكسندر بالدين (مواليد 31 أغسطس 1984) هو سبّاح إستوني، مثّل بلاده في الألعاب الأولمبية الصيفية 2004.

## روابط خارجية
ألكسندر بالدين على موقع الاتحاد الدولي للسباحة (الإنجليزية)
- ألكسندر بالدين على موقع اللجنة الأولمبية الدولية (الإنجليزية)
- ألكسندر بالدين على موقع أوليمبيديا (الإنجليزية)